# 勤操

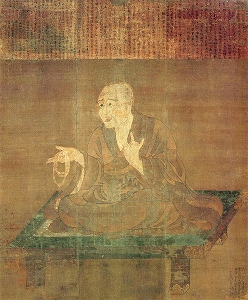
絹本著色勤操僧正像（高野山普門院蔵)

勤操（ごんそう・ごんぞう、天平勝宝6年（754年） - 天長4年5月8日（827年6月5日））は、奈良時代後期から平安時代前期にかけての三論宗の僧。俗姓は秦氏。大和国高市郡の出身。石淵上人・石淵僧正とも称される。
大安寺で信霊・善議に三論教学を学び、千僧度者に選ばれた。比叡山根本中堂の落慶供養の際には堂達をつとめ、796年（延暦15年）同門であった栄好の追善のために高円山（たかまどやま）の麓の石淵寺で法華八講を創始した。813年（弘仁4年）大極殿最勝講で法相宗義を論破し律師に任じられた。弘福寺（川原寺）別当や当時造営中であった西寺の別当を歴任して826年（天長3年）大僧都に至った。当時の日本では新しい宗義であった最澄の天台宗・空海の真言宗とも交流を持ち、最澄・空海から灌頂をうけたほか、没後作成された勤操御影に空海が賛を入れたとも伝えられている。没後には僧正位が追贈された。